# Glasney College

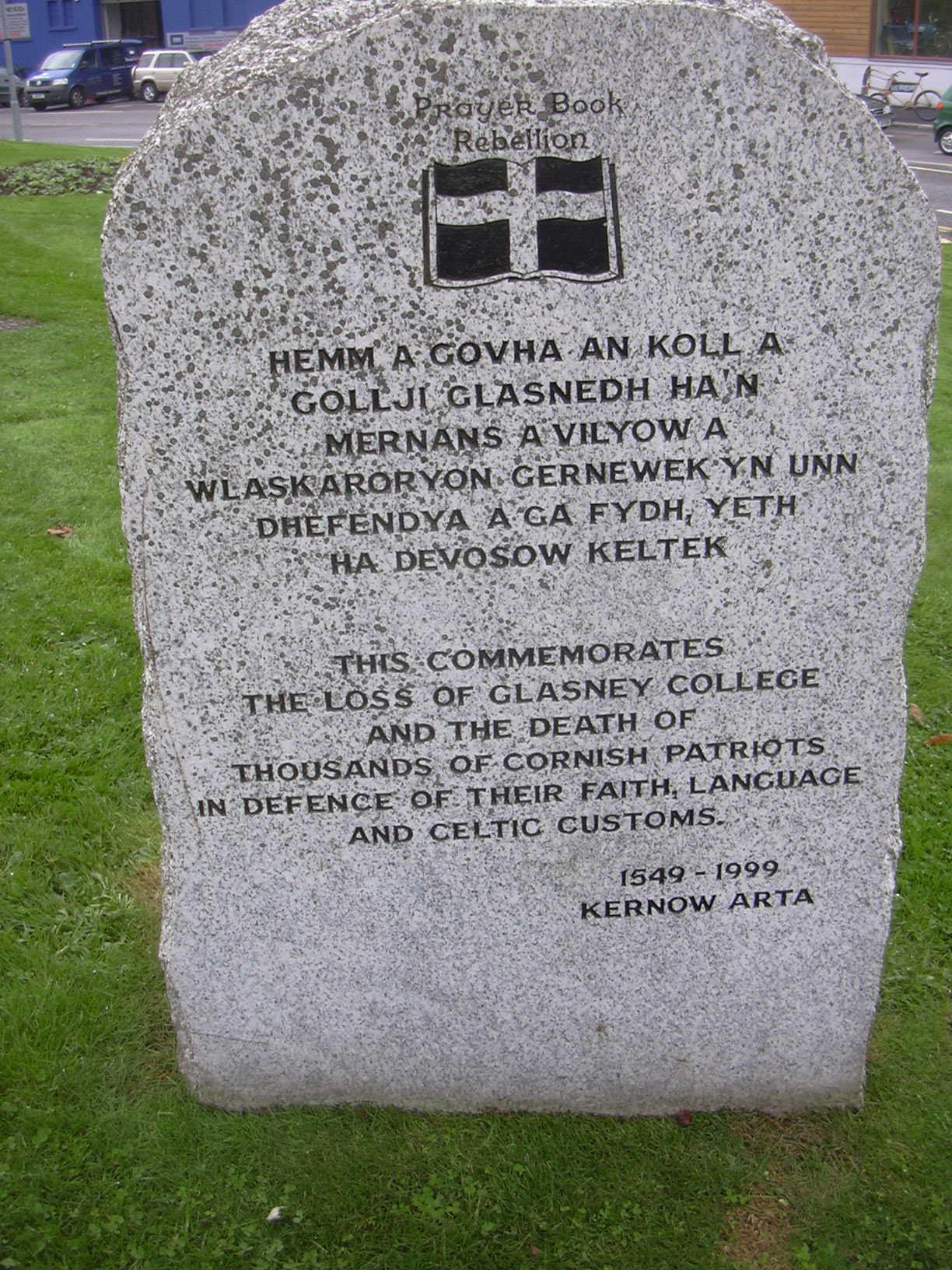
Memoriale della Rivolta del Prayer Book, vicino al sito del Glasney College, dove fu distrutto da Enrico VIII. Penryn

Il Glasney College (in cornico: Kolji Glasneth) è stato fondato nel 1265 a Penryn, in Cornovaglia, in Inghilterra, dal vescovo Bronescombe ed era un centro di potere ecclesiastico nella Cornovaglia medievale e probabilmente la più conosciuta e la più importante delle istituzioni religiose corniche.

## Storia
Il sito di Glasney era posto alla testa di una piccola insenatura. Gran parte dell'edificio fu modellato sulla Cattedrale di Exeter e, come difesa, il vescovo Bronescombe costruì tre torri, formando un blocco che fungeva da protezione sia per il monastero che per la città di Penryn.
Dopo la sua fondazione nel 1265, nel tardo Medioevo, Glasney era il più grande edificio clericale della Cornovaglia, grande quanto uno degli antichi monasteri, e con un reddito equivalente, principalmente derivato dalle decime rettorali di Budock, Colan, Feock, Kea, Manaccan, Mevagissey, Mylor, St Allen, St Enoder, St Gluvias, St Goran, St Just in Penwith, Sithney e Zennor.
Non c'erano monaci in questo edificio o chiesa collegiale, ma un prevosto e 12 canonici secolari che detenevano il patrocinio di sedici parrocchie. William Bodrugan fu il primo Prevosto ufficiale di Glasney, dal 17 aprile 1283 al 1288, prima di diventare arcidiacono della Cornovaglia.
Qui e altrove in Cornovaglia sono state realizzate opere misteriose in lingua cornica. Oggi sopravvivono solo poche opere in lingua cornica, alcune tra le quali composte a Glasney, come le Ordinalia: La creazione del mondo, La passione di nostro Signore, La risurrezione di Nostro Signore; e Bewnans Meriasek, la vita di San Meriasek santo patrono di Camborne.

## Distruzione di Glasney
La dissoluzione dei monasteri da parte del re Enrico VIII, tra il 1536 e il 1545, segnò la fine dei grandi priorati della Cornovaglia, ma come edificio religioso Glasney sopravvisse fino al 1548, quando subì lo stesso destino. Lo sfacelo e il saccheggio delle università della Cornovaglia a Glasney e Crantock hanno posto fine all'erudizione formale che ha contribuito a sostenere la lingua e l'identità culturale della Cornovaglia, e ha svolto un ruolo significativo nel fomentare l'opposizione alle "riforme" culturali che hanno portato alla Rivolta del Prayer Book del 1549. Il granito prelevato dal monastero fu usato per formare e costruire il forte di Re Enrico VIII al castello di Pendennis.
Oltre ad essere centri di eccellenza culturale indigena, molti in Cornovaglia hanno visto queste istituzioni essere ponti verso il passato celtico, persino con il paganesimo cristianizzato dei loro antenati.
Quando le tradizionali processioni religiose e i pellegrinaggi furono banditi nel 1548, furono inviati commissari a distruggere tutti i simboli del cattolicesimo romano della Cornovaglia. In Cornovaglia, questo lavoro ricadde su William Body, la cui profanazione dei santuari religiosi fece arrabbiare molti. Insieme ad altri assalti ai diritti legali, alla cultura, alla lingua e alla religione della Cornovaglia, ciò portò al suo omicidio il 5 aprile 1548 a Helston.

## Eredità
Oggi gli unici resti sopravvissuti di Glasney sono una parte del muro e un arco. Nel 1986 è stata fondata a Penryn la Friends of Glasney College Society dal Dott. James Whetter, che nel suo libro The History of Glasney College descrive la distruzione di Glasney come un colpo dannoso alla storia e allo spirito della nazione cornica.